# Seppellite il mio cuore a Wounded Knee
(Stephen Vincent Benét)
Seppellite il mio cuore a Wounded Knee è un libro scritto da Dee Brown nel 1970. Il testo tratta della conquista del territorio americano da parte dei coloni bianchi, o "visi pallidi".

## Trama
(Alce Nero)
Le vicende sono narrate in modo distaccato, giornalistico, senza cadere in pompose glorificazioni del "sogno americano" o melense e pietose prese di posizione a favore dei nativi. Il risultato è una delle migliori testimonianze delle vicende che hanno segnato lo sterminio di massa di intere nazioni.

## Edizione italiana
- Seppellite il mio cuore a Wounded Knee, trad. Furio Belfiore, Mondadori, Milano 1972; poi coll. Oscar, 1977 ISBN 8804142227 ISBN 9788804423836